# Reinhard Wittmann

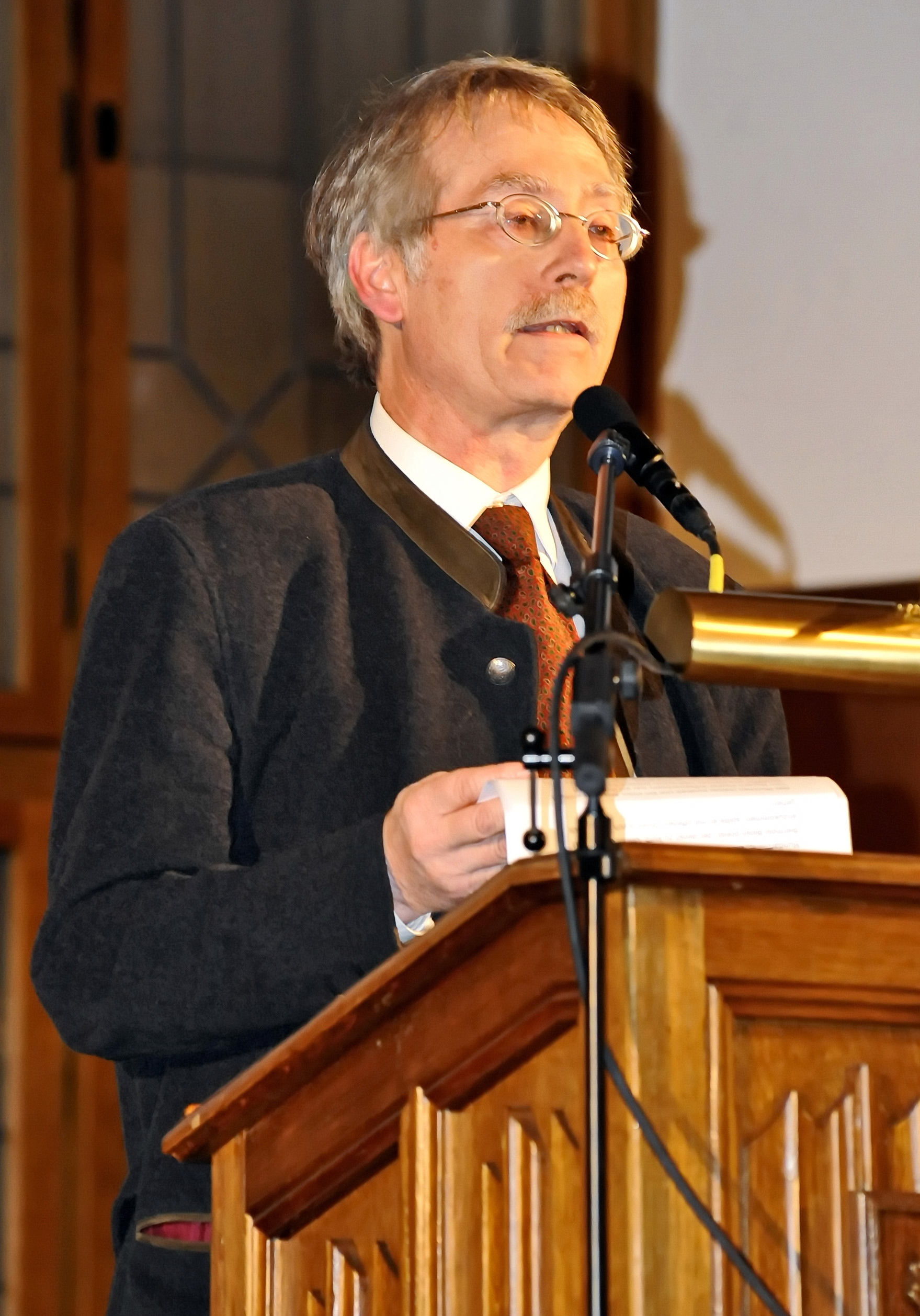
Reinhard Wittmann, 2008

Reinhard Wittmann (* 1. November 1945 in München) ist ein deutscher Buchhandels- und Verlagshistoriker, Redakteur, Autor und Honorarprofessor für Buchwissenschaft an der LMU München.
Seine Forschungsschwerpunkte liegen im Buch- und Verlagshandel des 17., 18. und 19. Jahrhunderts sowie in der Erforschung des Buch- und Verlagswesens zur Zeit des Nationalsozialismus. Darüber hinaus publizierte er zum Antiquariatsbuchhandel, zum bibliophilen Buch, zur Geschichte der Volksaufklärung und Zensur im 18. und 19. Jahrhundert sowie zur Geschichte des Buch- und Verlagswesens in Bayern.

## Leben
Reinhard Wittmann ist Literatur- und Buchwissenschaftler. Er wurde im Jahr 1971 mit einer Arbeit über „frühe Buchhändlerzeitschriften als Spiegel des literarischen Lebens“ an der LMU München bei Herbert G. Göpfert promoviert. Wittmann war von 1975 bis 2005 Mitarbeiter des Bayerischen Rundfunks, zuletzt als Leiter der Abteilung für Literatur. Er hat zahlreiche Schriften und Bücher zur Geschichte des deutschen Buchhandels vorgelegt.
Wittmann war von 1975 bis 2023 Mitglied der Historischen Kommission des Börsenvereins des Deutschen Buchhandels, von 1982 bis 1989 deren Vorsitzender. Von 1977 bis 2023 war er als Mitherausgeber des „Archivs für Geschichte des Buchwesens“ tätig.
Von 2002 bis 2015 war er erster Vorsitzender der Gesellschaft der Bibliophilen; seit vielen Jahren ist er Honorarprofessor in den Studiengängen Buchwissenschaft an der LMU München und Verfasser von diversen Übersichtsdarstellungen zur Geschichte des Buch- und Verlagshandels von seinen Anfängen bis zur Gegenwart, von zahlreichen Verlagsmonographien (u. a. Metzler-Verlag, Hanser-Verlag, R. Oldenbourg Verlag). Seine 1991 erstmals publizierte Gesamtdarstellung der „Geschichte des Deutschen Buchhandels“ liegt inzwischen in 4. Auflage vor (2019). Er war Mitglied der „Unabhängigen Historischen Kommission zur Aufarbeitung der Geschichte des Hauses Bertelsmann im Dritten Reich“ und gemeinsam mit von Saul Friedländer, Norbert Frei und Trutz Rendtorff Mitherausgeber der zweibändigen Schrift Bertelsmann im Dritten Reich.
Der Börsenverein des Deutschen Buchhandels hat ihm 2005 die Plakette „Dem Förderer des deutschen Buches“ verliehen.
2008 erhielt er von den Münchner Turmschreibern den Bayerischen Poetentaler.
Am 13. Juli 2017 erhielt er den Bayerischen Verdienstorden.

## Schriften
- Die frühen Buchhändlerzeitschriften als Spiegel des literarischen Lebens. In: Archiv für Geschichte des Buchwesens, Jg. 13 (1973), S. 614–932 (zugleich Universität München, Dissertation 1971)
- Der lesende Landmann. Zur Rezeption aufklärerischer Bemühungen durch die bäuerliche Bevölkerung im 18. Jahrhundert. In: Dan Berindei u. a. (Hrsg.): Der Bauer Mittel- und Osteuropas im sozio-ökonomischen Wandel des 18. und 19. Jahrhunderts. Böhlau, Köln 1973, S. 142–196.
- Zur Verlegertypologie der Goethezeit. In: Jahrbuch für Internationale Germanistik. Jg. 8 (1976), Heft 1, S. 99–130.
- Die bibliographische Situation für die Erforschung des literarischen Lebens im 19. Jahrhundert (1830–1880). In: Hans-Henrik Krummacher (Hrsg.): Beiträge zur bibliographischen Lage in der germanistischen Literaturwissenschaft. Referate eines Kolloquiums der DFG. (Mittlg. III der Kommission für Germanistische Forschung). Boppard 1981, S. 171–198.
- „Der gerechtfertigte Nachdrucker“. Nachdruck und literarisches Leben im 18. Jahrhundert. In: Giles Barber, Bernhard Fabian (Hrsg.): Buch und Buchhandel in Europa im 18. Jahrhundert. (= Wolfenbütteler Schriften zur Geschichte des Buchwesens, Bd. 4). Hauswedell, Hamburg 1981, S. 292–320.
- Buchmarkt und Lektüre im 18. und 19. Jahrhundert. Beiträge zum literarischen Leben 1750–1880. (= Studien und Texte zur Sozialgeschichte der deutschen Literatur, Bd. 6). Niemeyer, Tübingen 1982, ISBN 3-484-35006-7.
- Ein Verlag und seine Geschichte. 300 Jahre J. B. Metzler Stuttgart. Metzler-Verlag, Stuttgart 1982, ISBN 3-476-00481-3.
- Geschichte des deutschen Buchhandels. C.H. Beck, München 1991 (3. Aufl. 2011, ISBN 978-3-406-61760-7; 4., aktualisierte und erweiterte Aufl. 2019, ISBN 3-406-72001-3).
- Hundert Jahre Buchkultur in München. Hugendubel, München 1993.
- Auf geflickten Straßen. Literarischer Neubeginn in München 1945 bis 1949. A1 Verlag, München 1995 (= Monakzente, Bd. 2).
- Die Münchner literarische Nachkriegsszene. In: Jahrbuch der Bayerischen Akademie der Schönen Künste, 2000, S. 163–191.
- Der Carl Hanser Verlag 1928–2003. Eine Verlagsgeschichte. Carl Hanser, München 2005. ISBN 978-3-446-20403-4.
- Wissen für die Zukunft. 150 Jahre Oldenbourg Verlag. Oldenbourg, München 2008.
- (mit Georg Jäger) Der Antiquariatsbuchhandel. In: Georg Jäger (Hrsg.): Geschichte des deutschen Buchhandels im 19. und 20. Jahrhundert, Bd. 1: Das Kaiserreich 1871 bis 1918, Teil 3. De Gruyter, Berlin 2010, ISBN 978-3-598-24804-7, S. 195–280.
- Der gerade Weg. Katholische Verlage in der Zeit des Nationalsozialismus. In: 75 Jahre Verlag Schnell & Steiner. Schnell & Steiner, Regensburg 2011, S. 29–40. [Wiederabdruck in: Communicatio Socialis. Internationale Zeitschrift für Kommunikation in Religion, Kirche und Gesellschaft, Jg. 44 (2011), Heft 1, S. 47–57] Von Schätzen und Scharteken. Antiquariatskataloge im 19. Jahrhundert. Verband Deutscher Antiquare e. V. 2008. Von Ladenhütern und Paukenschlägern. Beiträge zur deutschen Buchgeschichte 1600–1900. Leipzig: Lehmstedt 2023. ISBN 978-3-95797-140-1

Herausgeberschaften
- Johann Georg Heinzmann: Appell an meine Nation. Ueber die Pest der deutschen Literatur. 1795. Mit einem Nachwort (= Texte zum literarischen Leben des 18. Jahrhunderts, Bd. 1). Gerstenberg, Hildesheim 1977.
- Anton von Bucher: Bairische Sinnenlust bestehend in welt- und geistlichen Comödien, Exempeln und Satiren. Mit einem Nachwort. Idion, München 1980.
- Quellen zur Geschichte des Buchwesens. [Reprintedition]. 22 Bde. Kraus Reprint, München 1981.
- Bücherkataloge als buchgeschichtliche Quellen in der frühen Neuzeit. (= Wolfenbütteler Schriften zur Geschichte des Buchwesens, Bd. 10). Harrassowitz, Wiesbaden 1985.
- (mit Ernst Fischer und Jan-Pieter Barbian) Geschichte des deutschen Buchhandels im 19. und 20. Jahrhundert. Bd. 3: Drittes Reich, Teil 1. De Gruyter, Berlin 2015, ISBN 978-3-598-24806-1.
- Ernst Fischer/Reinhard Wittmann (Hrsg.): Geschichte des deutschen Buchhandels im 19. und 20. Jahrhundert Band 3, Drittes Reich. Teile 2/1 und 2/2; Berlin: De Gruyter 2023 ISBN 978-3-11-0296839

## Festschrift und Bibliographie
- Monika Estermann u. a. (Hrsg.): Buchkulturen: Beiträge zur Geschichte der Literaturvermittlung; Festschrift für Reinhard Wittmann. Harrassowitz, Wiesbaden 2005, ISBN 3-447-05260-0 Auszüge; darin:
  - Hermann Staub: Buch und Bayern. Ein Verzeichnis der Veröffentlichungen Reinhard Wittmanns, S. 591–606.